# Entre Ríos
|  | Per a altres significats, vegeu «República d'Entre Ríos». |

Entre Ríos, en el text de la Constitució provincial: Província d'Entre Ríos, és una de les vint-i-tres províncies que conformen la República Argentina. Alhora, és un dels 24 estats autogovernats o jurisdiccions de primer ordre que conformen el país, i un dels 24 districtes electorals legislatius nacionals.
La capital i ciutat més poblada és Paraná, a la vora del riu homònim i a l'altre costat de la ciutat de Santa Fe. Limita al nord amb la província de Corrientes, al sud amb Buenos Aires, a l'est amb la Uruguai i a l'oest amb la Província de Santa Fe.